# فيروس أتا الغداني
فيروس أتا الغداني (بالإنجليزية: Atadenovirus)‏ هو جنس من فيروسات غدانية يصيب شريحة واسعة من الحيوانات الفقارية ومن عدة صفوف (طيور ، ثدييات ، و زواحف).

## وصلات خارجية
- نطاق فيروسي فيروس أتا الغداني